# Archipel (Efteling)
Archipel is een waterspeelplaats in het Nederlandse attractiepark de Efteling. De attractie bevindt in het themagebied Reizenrijk.
Archipel is gesitueerd op de locatie van het voormalige Avonturendoolhof. De attractie maakt, samen met de achtbaan Vogel Rok en de theekopjesattractie Sirocco, onderdeel uit van de verhaallijn rondom Sinbad de Zeeman uit de verhalen van 1001 Nacht. De bouw van de speeltuin vond tegelijkertijd plaats met de bouw van de naastgelegen attractie Sirroco. De opening vond plaats op 1 februari 2022.

## Trivia
- De naam verwijst naar Archipel wat een groep eilanden betekent.
- In juni 2022 werd handelswaar in netten toegevoegd in de lege hutjes.
- In juli 2022 werden er lage afrasteringen van bamboe rondom de beplanting aangebracht.
- Eind september 2022 werden herstelwerkzaamheden uitgevoerd aan de vloer die in de zomer scheuren begon te vertonen.
- In november 2022 werden vloerdelen vernieuwd.

Lijst van attracties in de Efteling · Lijst van sprookjes in de Efteling · Afbeeldingen